# Alta Velocidad Española

Logo della AVE.

L'AVE, acronimo di Alta Velocidad Española (alta velocità spagnola), che significa anche « uccello » in spagnolo, è la rete di treni ad alta velocità spagnoli della Renfe, la società nazionale delle ferrovie.
Tale rete, che permette la circolazione su rotaia fino a 330 km/h, è isolata dal resto della rete del paese sia per lo scartamento dei binari (scartamento normale, secondo lo standard europeo di 1435 mm, invece di quello iberico di 1668 mm) che per la tensione di alimentazione (corrente alternata 25 kV, 50 Hz).
I treni che circolano su questa rete sono stati fabbricati da Alstom (Francia, RENFE serie 100, RENFE serie 101, RENFE serie 104, e RENFE Serie 490 Alaris), Siemens (Germania, RENFE serie 103 che sono i medesimi Velaro usati per gli ICE) e le serie 102 e 130 di Talgo, specialista spagnolo dei treni a cassa oscillante.

## Storia

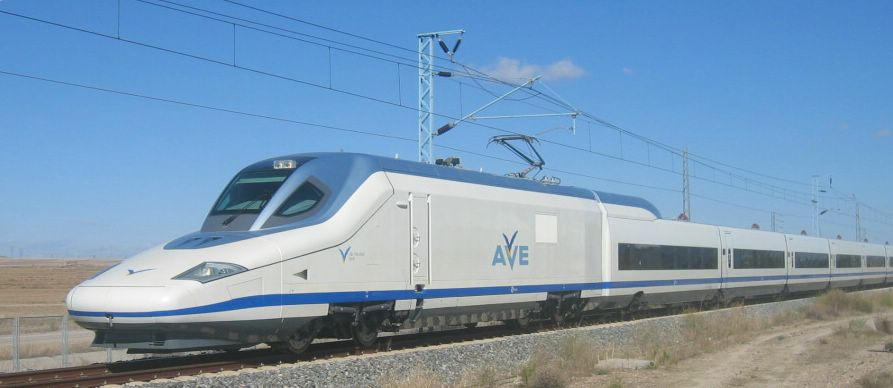
Treno AVE Talgo 350

La prima linea AVE fu inaugurata il 20 aprile 1992 fra Madrid e Siviglia, 471 km in 2 ore e 50 min, in occasione dell'esposizione universale della città andalusa.
La seconda linea, Madrid-Barcellona-confine francese, è in costruzione; il primo troncone, Madrid-Lleida, è stato aperto l'11 ottobre 2003, il secondo (fino a Tarragona) nel 2006 e il terzo (fino a Barcellona) il 20 febbraio 2008; su questa linea circolano i treni più rapidi del mondo in servizio commerciale, alla velocità limite di 350 km/h, percorrendo i 659 km che separano le due città in 2 h 38 min.
La costruzione della linea verso il nordovest è iniziata. Questa linea è aperta fino a Valladolid.
La quarta linea inaugurata il 18 dicembre 2010 collega Madrid a Valencia (1 h 35 min) con una diramazione per Alicante.
Nel novembre 2011 è stato gradualmente avviato l'innalzamento delle velocità a 310 km/h per la línea Madrid-Barcelona
Il 25 giugno 2019 è stata inaugurata la linea Granada - Madrid del Ave, che collega la città nasride con Madrid e Barcellona e includeva una nuova linea lunga 122 chilometri tra Antequera (Málaga) e la capitale granatina. I lavori sono durati dieci anni e hanno comportato un investimento di 1.675 milioni di euro.

## Linee

Mappa dell'AVE a novembre 2023

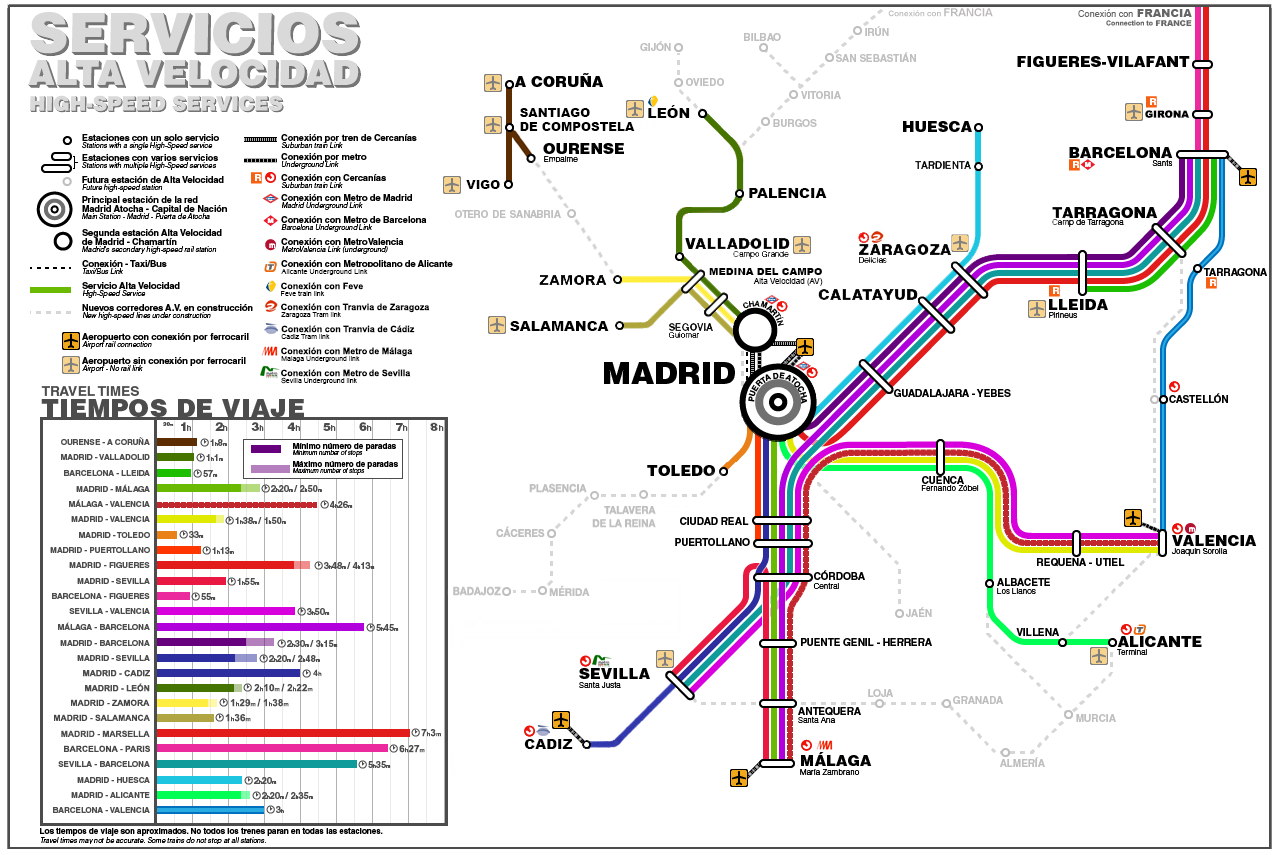
Servizi ad alta velocità. Aggiornato a giugno 2018

Stato dell'alta velocità (gennaio 2018)

Il sistema AVE comprende attualmente quattro linee:
- Ferrovia ad alta velocità Madrid–Siviglia (Madrid, Ciudad Real, Puertollano, Cordova, Siviglia)  dall'aprile 1992
- Ferrovia ad alta velocità Madrid–Toledo dal 2004, diramazione della Madrid-Siviglia
- Ferrovia ad alta velocità Madrid–Barcellona-Confine francese (Madrid, Guadalajara, Calatayud, Saragozza, Lleida, Barcellona, Confine francese), aperta fino a Barcellona dal febbraio 2008. Questa linea ha una diramazione per Huesca dopo Saragozza inaugurata nel 2003.
- Ferrovia ad alta velocità Madrid–Valladolid dal dicembre 2007.
- Ferrovia ad alta velocità Madrid–Levante, inaugurata il 18 dicembre 2010. Questa linea ha una diramazione per Albacete.
- Ferrovia ad alta velocità Cordova–Málaga dal dicembre 2007, diramazione della Madrid-Siviglia

A Madrid, il terminal dei treni AVE per Barcellona, Siviglia, Malaga, Granada, Toledo, Valencia e Albacete è la stazione di Atocha. Per quelli per Valladolid è la stazione di Chamartín.